# (2581) Radegast
(2581) Radegast (1980 VX; 1928 DV; 1960 YA; 1973 SU5; 1975 EH5; 1978 CB; 1979 MQ) ist ein ungefähr sieben Kilometer großer Asteroid des inneren Hauptgürtels, der am 11. November 1980 von der tschechischen (damals: Tschechoslowakei) Astronomin Zdeňka Vávrová am Kleť-Observatorium auf dem Kleť in der Nähe von Český Krumlov in der Tschechischen Republik (IAU-Code 046) entdeckt wurde.

## Benennung
(2581) Radegast wurde nach der slawischen Gottheit Svarožić (bei den Wenden als Radegast bezeichnet) benannt.